# Irene Guerrero
Irene Guerrero Sanmartín (Sevilla, 12 de diciembre de 1996) es una futbolista española. Juega como centrocampista y su equipo actual es el Club América de la Liga MX Femenil de México. Es internacional con la selección española desde 2019 y Campeona del Mundo en 2023 siendo una de las capitanas de la selección. Ganó la Copa de la Reina con el Club Atlético de Madrid en 2023.

## Trayectoria

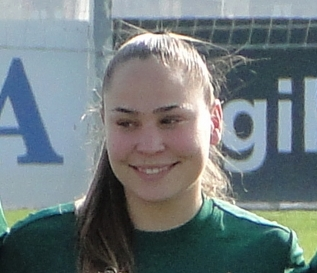
Irene posando con el Betis en la temporada 2017-18

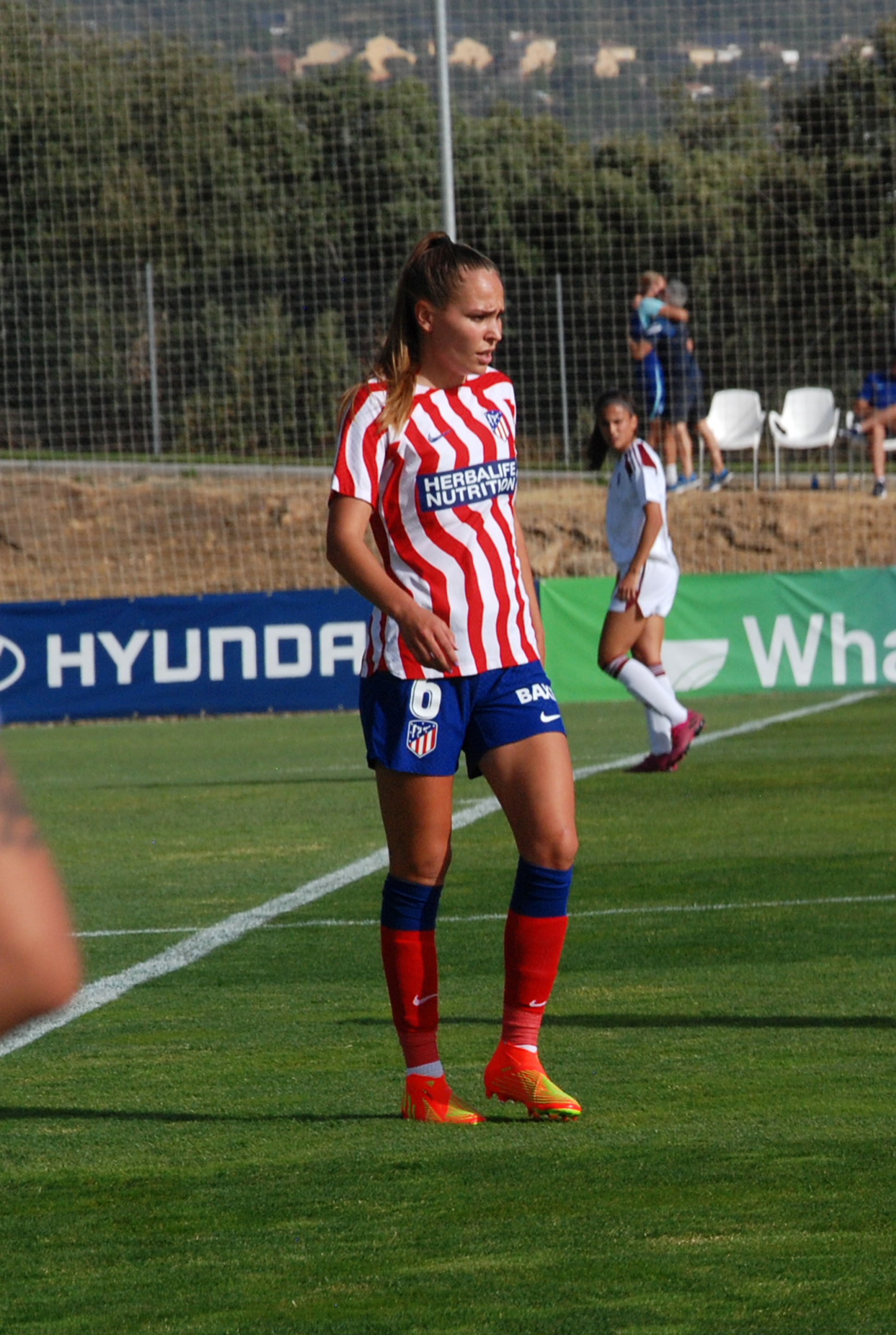
Irene Guerrero jugando con el Atlético de Madrid en agosto de 2022

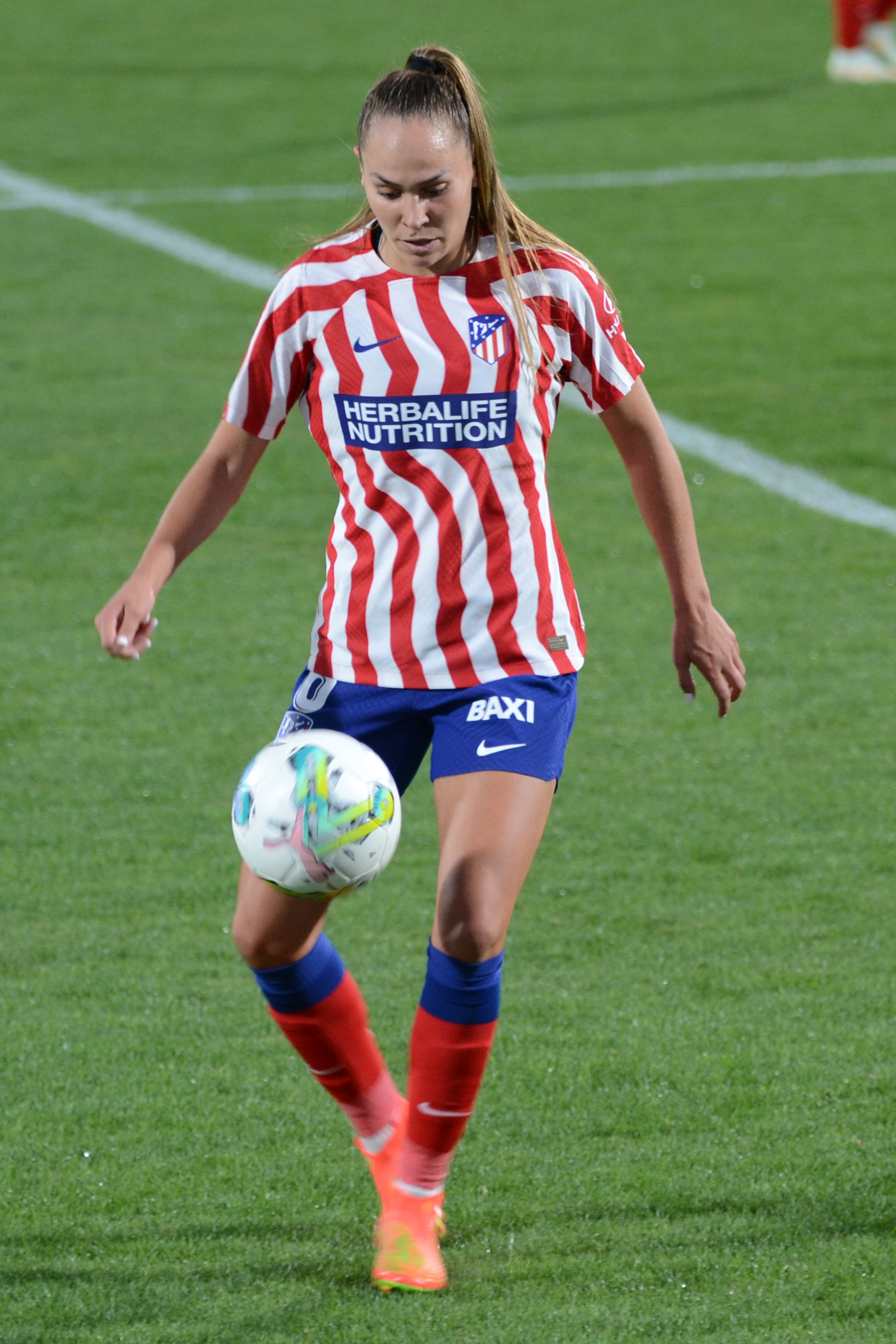
Irene Guerrero con el Atlético de Madrid en agosto de 2022

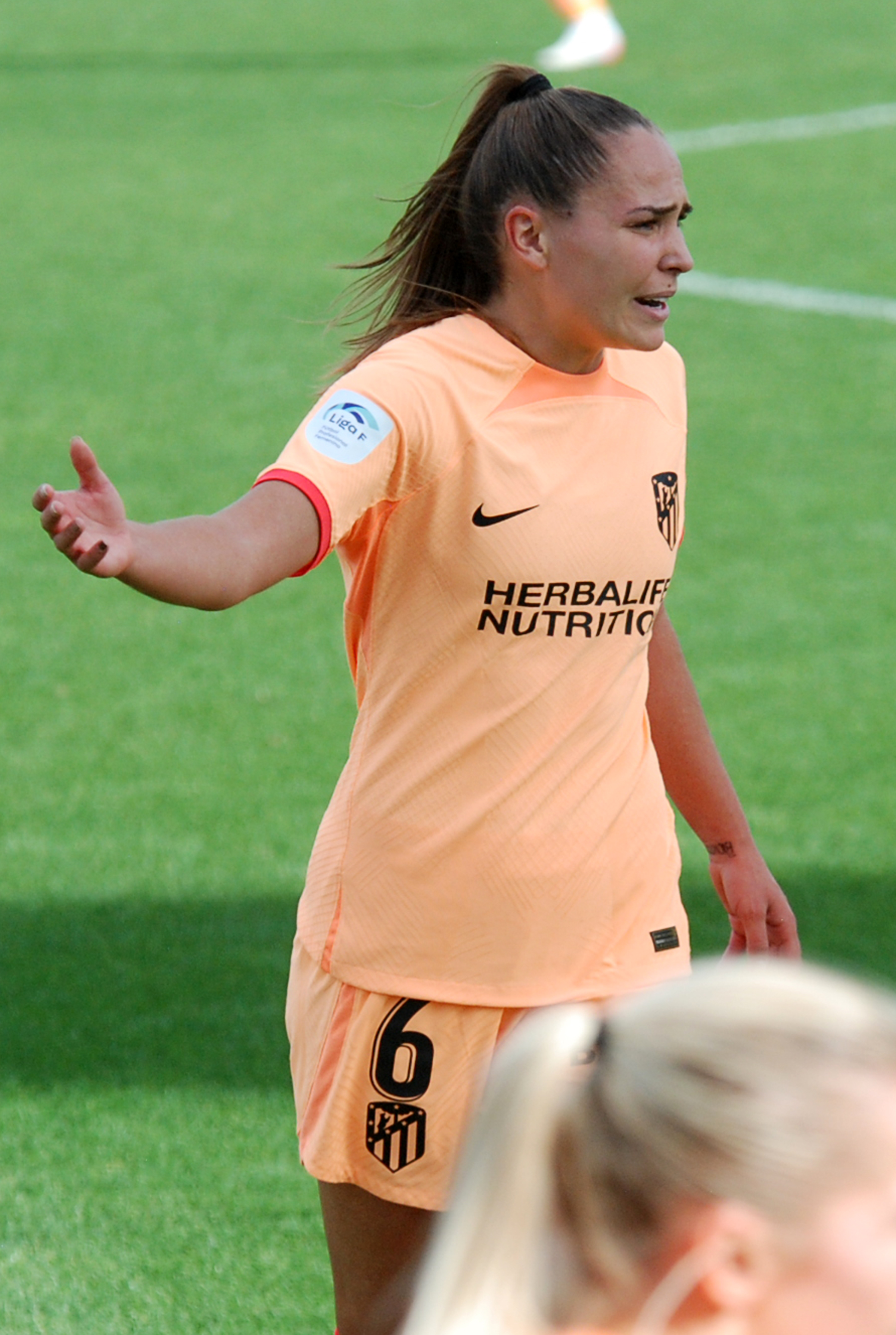
Irene Guerrero con el Atlético de Madrid en octubre de 2022

### Inicios
Irene Guerrero creció en el barrio de Las Almenas. Empezó a jugar al fútbol a partir de los 5 años tras ser descubierta por Rafa Gordillo y compaginarlo con otros deportes. Luego pasó por el Híspalis, Azahar y Sevilla. Siempre contó con el apoyo de sus progenitores, ambos en silla de ruedas, cuya historia de superación reflejó el programa El Día Después.
En 2012 pasó a formar parte del recién fundado equipo femenino del Real Betis, equipo del que era aficionada, y que jugaba en la Segunda División. En su tercer año alcanzaron los play-off de ascenso pero no lograron subir a Primera en una eliminatoria ante el Granadilla Tenerife, donde en el encuentro en Canarias perdieron por 3-1 y en tierras andaluzas empataron a 3.
Tras cuatro temporadas en las que marcó 30 goles en 111 partidos, ascendieron a Primera División, donde Irene fue su capitana con 19 años.

### Debut en Primera División con el Betis
En su primera temporada en la máxima categoría fue titular habitual, y quedaron en undécima posición. Irene Guerrero fue la única jugadora de toda la plantilla que participó en todos los encuentros, y marcó tres goles. Fue nominada por La Liga como una de las jugadoras con más visión de juego.
En su segunda temporada lograron quedar en sexta posición, lo que les permitió participar en la Copa de la Reina, en la que cayeron en los cuartos de final. Fue elegida en el Once Ideal de la Liga. También fue elegida en el Once de oro de Fútbol Draft.
En la temporada 2018-19 repitieron el éxito liguero con otra sexta plaza y en la Copa de la Reina cayeron en octavos de final ante el Atlético de Madrid. Esa temporada jugó todos los partidos, marcó un gol y dio cinco asistencias, lo que le llevó a ser convocada a principios de temporada con la selección española y debutar con la misma en abril. Al final de la liga, fue elegida en el Once Ideal del campeonato.
En la temporada 2019-20 la entrenadora María Pry se marchó al Levante UD y el equipo no logró repetir los buenos resultados precedentes y cayó a la 12.ª posición, y alcanzaron los cuartos de final de la Copa de la Reina. Ese año recibió el Premio Evolución en la III Gala de los Premios DEX. Al finalizar la temporada decidió buscar nuevos desafíos tras 8 años en el club y más de 100 partidos en Primera División.

### Levante y debut en Liga de Campeones
En 2020 fichó por el Levante UD, reuniéndose con María Pry, su última entrenadora en el equipo bético. Debutó el 3 de octubre ante el EDF Logroño, marcando el gol que inició la remontada ante el EDF Logroño en la primera jornada de liga. Siguió jugando de manera habitual, y fue titular en la final de la Supercopa, en la que perdieron ante el Atlético de Madrid. En enero se lesionó y estuvo apartada de los terrenos de juego durante tres meses. Volvió a lesionarse en mayo, por lo que no pudo jugar la final de la Copa de la Reina, en la que fueron derrotas por el F. C. Barcelona. Quedaron en tercera posición en liga, puesto que les dio acceso a la Liga de Campeones para la siguiente temporada.
En la temporada 2021-22 debutó en la Liga de Campeones, una de las razones por las que decidió dejar el Betis por el Levante, con victoria por 2-1 en la fase previa ante el Celtic. Accedieron a la Ronda 2 tras eliminar al Rosenborg en la prórroga, donde cayeron ante el Olympique de Lyon, equipo que al final acabaría ganando el campeonato. Perdieron 1-2 en la ida y 2-1 en la vuelta, en la que Irene Guerrero dio la asistencia del gol del Levante. Empezaron el año con buenos resultados, y fue elegida jugadora del mes del Levante, pero en la temporada fueron de más a menos y acabaron en sexta posición. En la Copa de la Reina alcanzaron los cuartos de final, en los que cayeron ante el Real Madrid tras dar una asistencia y golear al Betis en octavos. En la Supercopa perdieron en la semifinal a pesar de una gran actuación de Irene Guerrero en un vibrante partido ante el Atlético de Madrid. Además de su contribución ofensiva, según un análisis táctico de sus estadísticas destacó por su colocación en el campo cuando su equipo no tenía la posesión del balón.

### Atlético de Madrid
Tras dos temporadas en el club granota recaló en el Atlético de Madrid , equipo que destacó de ella al ficharla «su buen manejo del balón con un gran disparo de larga distancia, sin dejar de lado la entrega en la parcela central del terreno de juego». Debutó siendo titular el 17 de septiembre de 2022 en el primer partido de liga ante el Sevilla F.C. con victoria por 1-3. El equipo no fue regular durante la temporada y cambió de técnico, acabando en cuarta posición en liga. Entre problemas físicos y la adaptación al nuevo equipo, a Irene Guerrero le costó entrar en el once. En la Copa de la Reina se clasificaron de forma sólida para la final, en la que se enfrentaron al Real Madrid en el Estadio de Butarque de Leganés y salió en la segunda mitad. El equipo ganó el trofeo en la tanda de penaltis, en el que marcó el segundo lanzamiento rojiblanco, tras remontar un 2-0 adverso en el tiempo de descuento.

### Manchester United
El 14 de septiembre de 2023 fue traspasada al Manchester United al tiempo que Vilde Bøe Risa llegaba al Atlético de Madrid.

## Selección

### Inicios
Fue convocada para entrenar con la selección española en septiembre de 2018. Debutó con la selección absoluta el 5 de abril de 2019, sustituyendo a Alexia Putellas en un amistoso ante Brasil con victoria por 2-1. Un mes después marcó un gol en otro amistoso ante la selección de Camerún.
Desde entonces ha jugado ocasionalmente con la selección y con mayor regularidad tras recuperarse de su lesión en 2021. Participó en 3 partidos de la Clasificación para la Eurocopa. Posteriormente jugó 5 partidos de la clasificación para el Mundial de 2023, donde marcó otro gol y dio dos asistencias ante Islas Feroe. Fue convocada en la primera lista de seleccionadas para la Eurocopa de 2022. Tras marcar dos goles en un partido amistoso contra Australia, el 27 de junio formó parte de la convocatoria final para disputar la Eurocopa. Fue titular en el partido de debut contra Finlandia, que ganaron por 4-1, y suplente en la derrota por 2-0 ante Alemania, entrando en el campo en los minutos finales del partido. No dispuso de minutos en el tercer encuentro, donde España se clasificó para jugar los cuartos de final tras derrotar a Dinamarca por 1-0. Tampoco jugó ante Inglaterra, partido en el que España fue eliminada en la prórroga.

### Mundial de 2023
En la temporada 2022-23 jugó habitualmente con la selección. Formó parte de la lista de 30 jugadoras para preparar el Mundial, y dio dos asistencias y marcó un gol de penalti en un partido amistoso ante Panamá. El 30 de junio el seleccionador Jorge Vilda anunció la lista definitiva de convocadas, en la que incluyó a Irene Guerrero. No dispuso de minutos en la victoria por 3-0 sobre Costa Rica. Fue elegida como una de las cuatro capitanas del equipo. Debutó en el Mundial al entrar en la segunda mitad del segundo encuentro ante Zambia, y participó en el cuarto gol del encuentro al rematar un centro al palo, cuyo rechace aprovechó Jenni Hermoso y crear la jugada del quinto gol. El partido concluyó con victoria por 5-0, permitiendo a España clasificarse para octavos de final ser líder antes del último partido. En el último partido de la fase de grupos España perdió por 4-0 ante Japón sin la participación de Irene Guerrero, por lo que se clasificaron a octavos de final como segundas de grupo. En los cuartos de final ante Países Bajos saltó al campo en los últimos minutos del tiempo reglamentario, que terminó con empate a un gol, y en la prórroga España se clasificó para semifinales con un resultado de 2-1. No dispuso de minutos en la semifinal en la que ganaron por 2-1 a Suecia y en la final, en la que ganaron por 1-0 a Inglaterra, proclamándose de campeonas del mundo.

## Estadísticas

### Clubes
Actualizado al último partido jugado el 27 de mayo de 2023.
| Club                           | Div.          | Temporada     | Liga  | Liga  | Liga   | Copas nacionales | Copas nacionales | Copas nacionales | Copas internacionales | Copas internacionales | Copas internacionales | Total | Total | Total  | Media goleadora |
| Club                           | Div.          | Temporada     | Part. | Goles | Asist. | Part.            | Goles            | Asist.           | Part.                 | Goles                 | Asist.                | Part. | Goles | Asist. | Media goleadora |
| ------------------------------ | ------------- | ------------- | ----- | ----- | ------ | ---------------- | ---------------- | ---------------- | --------------------- | --------------------- | --------------------- | ----- | ----- | ------ | --------------- |
| Real Betis · España            | 2.ª           | 2012-13       |       |       |        | -                | -                | -                | -                     | -                     | -                     |       |       |        |                 |
| Real Betis · España            | 2.ª           | 2013-14       |       |       |        | -                | -                | -                | -                     | -                     | -                     |       |       |        |                 |
| Real Betis · España            | 2.ª           | 2014-15       |       |       |        | -                | -                | -                | -                     | -                     | -                     |       |       |        |                 |
| Real Betis · España            | 2.ª           | 2015-16       |       |       |        | -                | -                | -                | -                     | -                     | -                     |       |       |        |                 |
| Real Betis · España            | 1.ª           | 2016-17       | 30    | 3     |        | -                | -                | -                | -                     | -                     | -                     | 30    | 3     |        | 0.10            |
| Real Betis · España            | 1.ª           | 2017-18       | 30    | 2     | 2      | 2                | 0                |                  | -                     | -                     | -                     | 32    | 2     | 2+     | 0.08            |
| Real Betis · España            | 1.ª           | 2018-19       | 29    | 1     | 5      | 1                | 0                |                  | -                     | -                     | -                     | 30    | 1     | 5+     | 0.03            |
| Real Betis · España            | 1.ª           | 2019-20       | 17    | 0     | 6      | 1                | 0                | 0                | -                     | -                     | -                     | 18    | 0     | 6      | -               |
| Real Betis · España            | Total Betis   | Total Betis   | 221   | 36    | 13+    | 4                | 0                |                  |                       |                       |                       | 225   | 36    | 13+    | 0.16            |
| Levante UD · España            | 1.ª           | 2020-21       | 19    | 3     | 3      | 1                | 0                | 0                | -                     | -                     | -                     | 20    | 3     | 3      | 0.15            |
| Levante UD · España            | 1.ª           | 2021-22       | 27    | 1     | 3      | 2                | 0                | 2                | 4                     | 0                     | 1                     | 33    | 1     | 6      | 0.03            |
| Levante UD · España            | Total Levante | Total Levante | 46    | 4     | 6      | 3                | 0                | 2                | 4                     | 0                     | 1                     | 53    | 4     | 9      | 0.08            |
| Atlético de Madrid · España    | 1.ª           | 2022-23       | 22    | 0     | 3      | 3                | 0                | 0                |                       |                       |                       | 25    | 0     | 3      | -               |
| Atlético de Madrid · España    | Total club    | Total club    | 22    | 0     | 3      | 3                | 0                | 0                |                       |                       |                       | 25    | 0     | 3      | -               |
| 'Manchester United' Inglaterra | 1.ª           | 2023-24       |       |       |        |                  |                  |                  |                       |                       |                       |       |       |        |                 |
| 'Manchester United' Inglaterra | Total club    |               |       |       |        |                  |                  |                  |                       |                       |                       |       |       |        |                 |
| Club América · México          | 1.ª           | A-2024        | 4     | 1     | 1      | -                | -                | -                | 3                     | 1                     | 1                     | 7     | 2     | 2      | 0.25            |
| Club América · México          | Total club    | Total club    | 4     | 1     | 1      | -                | -                | -                | 3                     | 1                     | 1                     | 7     | 2     | 2      | 0.25            |
| Total carrera                  | Total carrera | Total carrera | 293   | 41    | 23+    | 10               | 0                | 2+               | 7                     | 7                     | 2                     | 310   | 43    | 27+    | 0.13            |
| 1. 2.                          |               |               |       |       |        |                  |                  |                  |                       |                       |                       |       |       |        |                 |

### Selecciones
Actualizado al último partido jugado el 11 de agosto de 2023.
| Selecciones                                                                                                | Temporada | Europeo(4) | Europeo(4) | Europeo(4) | Mundial (4) | Mundial (4) | Mundial (4) | Amistosos | Amistosos | Amistosos | Total | Total | Total  | Media goleadora |
| Selecciones                                                                                                | Temporada | Part.      | Goles      | Asist.     | Part.       | Goles       | Asist.      | Part.     | Goles     | Asist.    | Part. | Goles | Asist. | Media goleadora |
| --- | --------- | ---------- | ---------- | ---------- | ----------- | ----------- | ----------- | --------- | --------- | --------- | ----- | ----- | ------ | --------------- |
| Abs. · España                                                                                              |           |            |            |            |             |             |             |           |           |           |       |       |        |                 |
| 2019 |           |            |            |            |             |             | 3           | 1         | 0         | 3         | 1     | 0     | 0.33   |                 |
| 2020 | 3         | 0          | 0          | -          | -           | -           |             |           |           | 3         | 0     | 0     | -      |                 |
| 2021 |           |            |            | 4          | 1           | 2           | 1           | 0         | 0         | 5         | 1     | 2     | 0.20   |                 |
| 2022 | 2         | 0          | 0          | 1          | 0           | 0           | 4           | 2         | 0         | 7         | 2     | 0     | 0.28   |                 |
| 2023 |           |            |            | 3          | 0           | 0           | 5           | 1         | 2         | 8         | 1     | 2     | 0.12   |                 |
| Total | 5         | 0          | 0          | 8          | 1           | 2           | 13          | 4         | 2         | 26        | 5     | 4     | 0.20   |                 |
| (4) Se incluyen partidos en fases clasificatorias, no incluye Torneo de Exentos ni Torneo Desarrollo UEFA. |           |            |            |            |             |             |             |           |           |           |       |       |        |                 |

#### Participaciones en Mundiales
| Competición     | Categoría          | Sede                      | Resultado | Partidos | Goles |
| --------------- | ------------------ | ------------------------- | --------- | -------- | ----- |
| Mundial de 2023 | Selección absoluta | Australia / Nueva Zelanda | Campeona  | 3        | 0     |
| Total           | –                  | –                         | –         | 3        | 0     |

#### Participaciones en Eurocopas
| Competición            | Categoría          | Sede       | Resultado        | Partidos | Goles |
| ---------------------- | ------------------ | ---------- | ---------------- | -------- | ----- |
| Eurocopa Femenina 2022 | Selección absoluta | Inglaterra | Cuartos de final | 2        | 0     |
| Total                  | –                  | –          | –                | 2        | 0     |

## Palmarés

### Campeonatos internacionales
| Título       | Equipo              | Sede                    | Año  |
| ------------ | ------------------- | ----------------------- | ---- |
| Copa Mundial | Selección de España | Australia Nueva Zelanda | 2023 |

### Campeonatos nacionales
| Título           | Club               | País       | Año     |
| ---------------- | ------------------ | ---------- | ------- |
| Copa de la Reina | Atlético de Madrid | España     | 2022-23 |
| Women's FA Cup   | Manchester United  | Inglaterra | 2024    |

### Campeonatos Internacionales
| Título       | Club                | País                    | Año  |
| ------------ | ------------------- | ----------------------- | ---- |
| Copa Mundial | Selección de España | Australia Nueva Zelanda | 2023 |

### Distinciones individuales
| Distinción                                               | Año  |
| -------------------------------------------------------- | ---- |
| Nominación de La Liga a Jugadora con más visión de juego | 2017 |
| Once de Oro Fútbol Draft                                 | 2017 |
| Once Ideal de La Liga                                    | 2018 |
| Once Ideal de La Liga                                    | 2019 |
| Premio Evolución en la III Gala de los Premios DEX       | 2020 |
| Mejor Jugadora del Levante de diciembre                  | 2021 |